# Amauris niavius

Редактирование

Amauris niavius — вид бабочек из семейства нимфалид (Nymphalidae) и подсемейства данаидовых (Danainae). Распространён в Восточной, южной части и Центральной Африке.
Подвиды:
- Amauris niavius aethiops — Место обитания Эфиопия и Северная Уганда;
- A. n. dominicanus — Гусеница этого подвида питается листьями Джимнемы сильвестра (Gymnema sylvestre[1]). Место обитания Мозамбик, Родезия, Восточная Танзания, Восточная Кения;
- A. n. niavius — Место обитания Заир, Ангола, Камерун, Сьерра-Леоне, Гвинея, Биоко.